# Coniostola
Coniostola is een geslacht van vlinders van de familie bladrollers (Tortricidae).

## Soorten
- C. calculosa (Meyrick, 1913)
- C. lobostola (Meyrick, 1918)
- C. omistus Diakonoff, 1988
- C. stereoma (Meyrick, 1912)
- C. symbola (Meyrick, 1909)